# Réserve nationale de faune Edéhzhíe
La réserve nationale de faune Edéhzhíe (en anglais : Edéhzhíe National Wildlife Area) est une réserve nationale de faune du Canada située dans la région de Dehcho des Territoires du Nord-Ouest. Elle a été créée en 2018 en tant que première aire protégée et de conservation autochtone au Canada et a obtenu son statut de réserve nationale de faune en 2022. Cette aire protégée de 14 218 km2 protège le plateau Horn ainsi que l'amont de nombreux cours d'eau de la région du Dehcho. Cette vaste zone est une habitas important pour le caribou ainsi qu'une zone aviaire importante pour la sauvagine et d’autres oiseaux migrateurs. Elle est une zone d'importance culturelle pour les Dénés du Dehcho et les Tlichos. Elle est cogérée par les Premières Nations du Dehcho et le Service canadien de la faune.

## Histoire
En 2018, les Premières Nations du Dehcho et le Gouvernement du Canada signe l'Accord d’Edéhzhíe, permettant la création de l'aire protégée ainsi que sa cogestion par les Premières Nations du Dehcho et le service canadien de la faune. L'accord permet au Dénés de continuée d'utiliser le territoire tout en permettant la protection des oiseaux migrateurs et des espèces en péril de la région.